# Джордж Тенет
Джордж Джон Тенет (роден на 5 януари 1953 г.) е директор на ЦРУ от 11 юли 1997 г. до 11 юли 2004 г., т.е. точно 7 години. Това го прави един от най-дълго управлявалите тази служба, а и също един от малкото служили на двама американски президенти от опозиционни партии. Единствено Алън Дълес е бил повече време от Тенет начело на ЦРУ.

## Биография
Тенет е роден в Куинс, Ню Йорк, в семейството на гръцки имигранти. Баща му е родом от Химара.
Завършва основното си образование в Benjamin N. Cardozo High School и взима магистърска степен от School of International and Public Affairs at Columbia University. От 1978 г. до назначението си като директор на ЦРУ на 11 юли 1997 г. работи като научен директор в Американо-гръцкия институт, а малко по-късно и като законодателен асистент към Сената. Преди да поеме поста директор на ЦРУ, Тенет е зам-директор на службата от 1995 г. Предходно е сътрудник към комисията по разузнаването на Сената (SSCI) от 1985 до 1988 г.; административен директор на SSCI от 1988 г. до 1993 г.; член на съвета по национална сигурност на новоизбрания президент Бил Клинтън – от ноември 1992 г. Клинтън назначава Тенет за старши директор на разузнавателните програми в Съвета за национална сигурност, където работи от 1993 г. до 1995 г.
Джордж Тенет има двуяйчен брат-близнак. Съученик е на известния американски порноактьор Рон Джереми.

## Визия за развитието и приоритетите на ЦРУ
Професионалната разузнавателна кариера на Тенет започва в годините на студената война и приключва начело на ЦРУ през 21 век, и след атентатите от 11 септември 2001 г. Поемайки ЦРУ, Тенет отбелязва новите заплахи и приоритети на службата – трансформацията на СССР в Русия и пазарната в Китай; оста на злото и международния тероризъм. Във вътрешен план, Тенет отбелязва 25% спад на агентурата на ЦРУ от времето на студената война. Като приоритетна цел начело на ЦРУ си поставя, както се изразява – „предотвратяването на един нов Пърл Харбър“.

## Събития при директорстването на Тенет
По времето на Тенет избухва косовската война с прякото ангажиране на САЩ, което се приема от Русия за нарушение на договореностите от Малта от 1989 г. за край на студената война с мир в Европа. По време на бомбардировките на Югославия от НАТО се случва изключително тежък и неблагоприятен за САЩ инцидент с бомбардировка на китайското посолство в Белград.
След кумановското споразумение следва потъването на Курск на 18 август 2000 г., последвано от безпрецедентна визита за директор на ЦРУ в Москва. 
Следват атентатите от 11 септември 2001 г. и война срещу тероризма. Последната е най-известна с операцията по свалянето на Саддам Хюсеин, посредством война в Ирак (2003).

## Край на кариерата
В началото на юли 2004 г. Джордж Тенет подава оставка като директор на ЦРУ „по лични причини“. Съвсем скоро преди това става ясно, че иракското правителство на диктатора Саддам Хюсеин не е разполагало с химически оръжия, което е изтъкнато от американското разузнаване като първа и непосредствена причина /като мотив/ за пряката военна намеса на САЩ в Ирак. Скоро след това, от ядрото на разбитата иракска армия са формира ИДИЛ.

## Оценки
За дългогодишното управление на ЦРУ от Тенет, оценките в цялост са противоречиви. Не липсват и сериозни отрицателни, като тази от американския Сенат, че работата му и службата му са „заразени от корпоративна култура и лошо управление“.